# 飞天五虎将
《飛天五虎將》是1966年至1968年在雑誌『少年ブック』連載，川崎のぼる的日本漫画作品。1967年播放原作改编黑白电视动画，1971年播放彩色版電視動畫。

## 故事介绍
國際犯罪組織幽靈在一次恐怖襲擊里殺死了隼 太郎的母親和妹妹。其後隼太郎加入國際刑警成為飛天五虎將的成員之一，對抗犯罪組織幽靈。

## 登場人物

### 飞天五虎将
隼 太郎
キャプテン
ポルカ
ユリ
サムソン
ピーター

### 幽靈
幽靈（首領）